# Huanímaro
Huanimaro är en ort i Mexiko.   Den ligger i kommunen Huanímaro och delstaten Guanajuato, i den centrala delen av landet, 270 km väster om huvudstaden Mexico City. Huanimaro ligger 1 719 meter över havet och antalet invånare är 4 965.
Terrängen runt Huanimaro är platt söderut, men norrut är den kuperad. Terrängen runt Huanimaro sluttar söderut. Runt Huanimaro är det ganska tätbefolkat, med 160 invånare per kvadratkilometer. Närmaste större samhälle är Abasolo, 9,7 km norr om Huanimaro. Trakten runt Huanimaro består till största delen av jordbruksmark.